# مسافری از بهشت
مسافری از بهشت فیلمی به کارگردانی و نویسندگی نصرت‌الله وحدت محصول سال ۱۳۴۲ است.

## افتتاحیه فیلم
مسافری از بهشت در تاریخ 11 فروردین 1342 ساعت 21 با حضور محمد رضا پهلوی در سینما پلازا افتتاح شد. این اولین بار بود که شاه برای افتتاح یک فیلم ایرانی حضور پیدا می‌کرد. قبل از نمایش فیلم، وحدت گزارشی از عملکرد 15 ساله سینمای ایران به شاه ارائه کرد و از شاه تقاضا کرد سینما صنعت ملی محسوب شده و سینماهای لوکس شمال شهر سالانه حداقل دو فیلم فارسی نمایش دهند. بعد از پایان فیلم شاه از وحدت قدردانی کرده و در خصوص تقاضاهای وی، مواردی را به دکتر پیراسته وزیر کشور و سپهبد نصیری رئیس شهربانی کل کشور گوشزد کرد.

## خلاصه داستان
زهره (آزیتا لاچینی) و پسر جوانی به هم علاقه دارند، اما پدر دختر (هوشنگ بهشتی) با ازدواج آن دو مخالفت می‌کند. زهره و جوان هوسباز از زادگاه خود اصفهان می‌گریزند و در تهران اقامت می‌کنند. پس از مدتی پسر متوجه می‌شود که زهره از او آبستن است. او زهره را رها می‌کند و دختر مستأصل و سرخورده قصد خودکشی دارد؛ اما مرد خوش نیتی به نام پرویز (نصرت‌الله وحدت) سر راه او قرار می‌گیرد و پس از شنیدن درددل زهره می‌پذیرد که نزد خانوادهٔ دختر به عنوان شوهر او معرفی شود. چندی بعد دختر زایمان می‌کند، و مرد که دچار تشویش و عذاب وجدان شده ماجرا را به پدر دختر بازمی‌گوید، و پدر، زهره و فرزند خردسال او را از خانه بیرون می‌کند. پرویز برای نجات آن دو می‌پذیرد که زهره را به عقد خود درآورد و بچه را به فرزندخواندگی بپذیرد. آن دو در روزنامه می‌خوانند که جوان هوسبازی که از زهره هتک حیثیت کرده به دست زن معروفه‌ای (آپیک یوسفیان) به قتل رسیده‌است.

## بازیگران
- نصرت‌الله وحدت
- آزیتا لاچینی
- آپیک یوسفیان
- حمیده خیرآبادی
- احمد قدکچیان
- غلامحسین بهمنیار
- فریده نصیری
- پرخیده
- هوشنگ بهشتی
- رقیه چهره‌آزاد
- مهری مهرنیا
- سونیا (بازیگر)
- محسن آراسته
- قاسم نیکخواه
- ایرج صفدری
- روشن
- علی محمد رجایی
- آزیتا لاچینی